# Bärentalhöhle
Die Bärentalhöhle ist eine typische Höhle der Schwäbischen Alb im Bärental bei Hütten (Schelklingen).
Ein horizontaler, meist sehr enger Gang macht die Befahrung anstrengend. Fast die gesamte Höhle wurde erst durch Grabungsaktivitäten von Höhlenforschern freigelegt.
Die Bärentalhöhle ist ein Fledermausquartier. Vom 1. Oktober bis 31. März ist die Befahrung nach § 39 Abs. 6 des Bundesnaturschutzgesetzes generell verboten.

## Forschungsgeschichte
Schon im frühen 20. Jahrhundert veranstaltete Gustav Riek, bis 1965 Inhaber des Lehrstuhls für Ur- und Frühgeschichte in Tübingen, archäologisch-paläontologische Ausgrabungen in der Bärentalhöhle. Er fand damals mehrere Knochen vom Höhlenbären. Er legte bei seinen Ausgrabungen die ersten 28 Meter der Höhle auf das heutige Niveau tiefer.
Seit diesem Zeitpunkt ist die Bärentalhöhle ein Grabungsobjekt.
1986 fing eine Gruppe der ARGE Höhle und Karst Grabenstetten an, am damaligen Höhlenende (28 m) zu graben. Nach einer Grabung von 7 Metern konnten die sich daran anschließenden, lufterfüllten 300 Meter Höhle befahren und dokumentiert werden.
2002 fanden nach längerer Pause wieder Grabungsaktivitäten der Jugendgruppe des Landesverbandes für Höhlen und Karstforschung statt, die 2003 mit einem „Grabungsmarathon“ mit 72-Stunden-Schichtbetrieb intensiviert wurden. Da die Höhle damals an der Grabungsstelle keinerlei Bewetterung aufwies, musste mit einer künstlichen Belüftung der CO2-Ansammlung entgegengewirkt werden.
Während der nächsten Jahre wurde mit wechselnder Intensität immer wieder weiter gegraben, ab 2008 von Mitgliedern des Höhlenvereins Blaubeuren.
2009 eröffnete sich eine Spalte in der Höhlendecke, aus welcher ein deutlicher Luftzug austrat. Damit war das CO2-Problem gelöst. Nach langen und engen Gängen öffneten sich 2010 zwei für die Bärentalhöhle recht geräumige Kammern. Kurz darauf wurde die „Abzweighalle“ mit einer Höhe von 2 Metern entdeckt. Ein starker Luftzug bestärkte alle Grabenden, auf dem richtigen Weg zu sein. Die Höhle hatte inzwischen eine Länge von 388 Meter.
Um die Verhältnisse in der Höhle kontinuierlich zu dokumentieren, wurde 2010 eine drahtlose Telemetrieanlage eingebaut, welche Temperatur, Luftdruck und CO2-Gehalt ins Internet überträgt.
2011 wurde die „Oase“ entdeckt, wo die sonst sehr trockene Höhle auf einmal sehr feucht wird. Im hinteren Teil verzweigt sich die Höhle; mehrere Fortsetzungen erschweren die Entscheidung, wo erfolgversprechend weitergegraben werden kann.
Eine zusätzliche Erschwernis ergibt sich durch die Tatsache, dass kaum Platz zur Ablagerung von Grabungsmaterial vorhanden ist und daher jährlich in aufwändigen „Säckeaktionen“ hunderte Sandsäcke mit Grabungsmaterial aus der Höhle transportiert werden müssen.
Im Gesamten ist die Bärentalhöhle eine typische, kleinräumige Albhöhle. Die Gänge sind jedoch, wie durch Bohrungen zu belegen ist, deutlich großräumiger, nur wurden sie in den letzten Warmzeiten zwischen den Eiszeiten mit Sediment verfüllt. Auffällig ist das sich durch die ganze Höhle ziehende Druckröhrenprofil.
Die Höhle liegt deutlich über dem aktuellen Karstwassernivau und markiert daher einen sehr alten Grundwasserhorizont.